# Toquí carablanc
El toquí carablanc o toquí de Prevost(Melozone biarcuata) és una espècie d'ocell de la família dels passerèl·lids.

## Distribució i hàbitat
Aquest ocell es reprodueix a altituds mitjanes des del sud de Mèxic fins a l'oest d'Hondures. Es troba normalment a altituds entre 600 i 1600 m al sotabosc i matolls de boscos semioberts, plantacions de cafè, bardisses i grans jardins.

## Descripció
El toquí carablanc fa una mitjana de 15 cm de llarg i pesa 28 g. L'adult té el bec gruixut de color gris fosc, les parts superiors de color marró oliva sense ratlles, la capçada de color vermellós i les parts inferiors principalment blanques. Els ocells joves són més marrons a la part superior, tenen les parts inferiors més grogues i un patró de cap més apagat i indistint. Té un patró de cap simple en què el color vermellós de la corona s'estén pels costats del coll com a mig coll darrere de la cara blanca.
Les marques facials fan que el toquí carablanc sigui un ocell atractiu, així com un exemple d'anatomia voladora. Té la franja ocular negra, la corona i el supercili blancs, la brida groga, la gola blanca vorejada per un bigoti negre o ratlla malar. També tenen un cant harmoniós. Aquests ocells es reprodueixen principalment al Canadà, però són ocells d'hivern coneguts a la major part de l'est i el sud d'Amèrica del Nord i Califòrnia.

## Comportament
Normalment es troba en parelles, l'ocell és una espècie tímida que es deixa veure millor cap el capvespre. De vegades s'aventuren a la intempèrie a primera hora del matí.

### Cria
El niu del toquí carablanc és una copa solta feta de branques i tiges llenyoses, amb un revestiment d'herbes i tiges més fines. L'alçada mitjana és de poc més 1 m del sòl als arbres del cafè. Les branques, les fulles i les baies de cafè oculten el 50-100% dels costats i la part superior de cada niu quan s'observen des d'1 m.

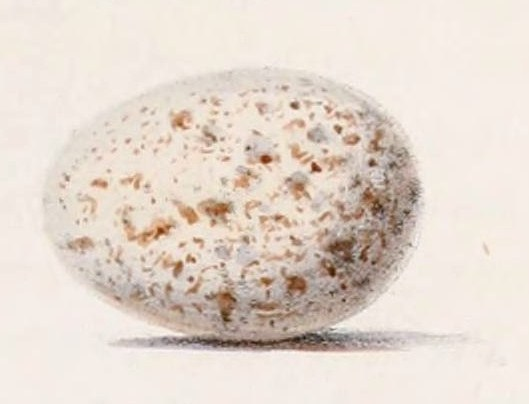
Ou de toquí carablanc.

La femella pon entre dos i tres ous. Són subel·líptics amb una base blanca apagada i un tacat marró vermellós concentrat a l'extrem més ample. Les taques variaven de diàmetre. De mitjana les dimensions dels ous són 22 mm x 16,6 mm
El niu, construït per la femella, és una copa ben folrada construïda a menys de 2 m d'alçada dins d'un arbust o d'un gran coll. La femella pon una posta de dos o tres ous blancs amb taques vermelloses, que incuba durant 12-14 dies. El mascle ajuda a alimentar els pollets. Aquesta espècie és de vegades parasitada pel vaquer bronzat (Molothrus aeneus). L. F. Kiff va observar dos adults M. b. biarcuata alimentant un poll de vaquer bronzat a Guatemala, però no va veure el niu directament (Friedmann et al. 1977).

### Alimentació
L'ocell s'alimenta a terra de llavors, baies caigudes, insectes i aranyes.

### Veu
El reclam és un «tsit» o un «psee». A l'estació humida, el mascle canta des d'un lloc perxat i amagat. Es compon d'una mena de xiulet «pstttt peer peer peer whee whee whee».

## Taxonomia
El toquí carablanc i el toquí de Cabanis (del Hoyo i Collar 2016) anteriorment estaven agrupats com a Melozone biarcuata segons AOU (1998 i suplements); Sibley i Monroe (1990, 1993); Stotz et al. (1996).